# James Dewhirst
James Dewhirst (Halifax, 26 settembre 1892 – ...) è stato un aviatore inglese.
Il tenente Alfred John Haines, insignito della Distinguished Flying Cross (Regno Unito) fu un Asso dell'aviazione della prima guerra mondiale inglese accreditato con sette vittorie aeree.

## Biografia e Prima guerra mondiale
Dewhirst inizialmente prestò servizio nel Royal Naval Air Service prima che diventasse parte della Royal Air Force. Tra marzo e novembre 1918, mentre prestava servizio nel No. 45 Squadron RAF, pilotando un Sopwith Camel, venne accreditato di aver forzato sette aerei nemici senza controllo o abbattuti.
In seguito ha sposato Emily Chadwick e ha avuto due figli; Dorothy (nata nel 1923) e James Ingham (nato nel 1925).
Dewhirst fu insignito della Distinguished Flying Cross (Regno Unito).